# Теденс, Иоганнес
Йоханнес Теденс (1680, Фридрихштадт, Шлезвиг-Гольштейн — 19 марта 1748, Батавия) — генерал-губернатор Голландской Ост-Индии с 6 ноября 1741 по 28 мая 1743 года. Преемник — Густав Вильгельм фон Имгоф.

## Биография
Теденс родился в голландском поселении Фридрихштадт, Шлезвиг, в город меннонитов, арминианцев и представителей других религиозных меньшинств Нидерландов.
Отплыл 17 декабря 1697 года в качестве солдата на борту Unie в Голландскую Ост-Индию. В 1702 году он был назначен на должность «помощника» в Голландской Ост-Индской компании, а в 1719 году — «покупатель» (Koopman). Затем он продвинулся (между 1723 и 1725 годами) вверх по служебной лестнице до «главного покупателя» (opperkoopman), а затем «начальника Почты» (opperhoofd) в Дэсиме в Японии.
В 1731 году он был кооптирован в Совет Голландской Ост-индской компании, а в 1736 году стал полноправным членом (Raad-ordinair of Indie). В 1740 году он был назначен директорами в качестве «первого советника и генерального директора» Индии. 6 ноября 1741 года, после отставки Адриана Валькениера (которого он арестовал и поместил в тюрьму в замке Батавии), он стал «временным» генерал-губернатором. Он оставался на своём посту до 28 мая 1743 года и сумел подавить китайское восстание и поставить торговлю сахаром на более прочную основу. Его сменил на своём посту Густав Вильгельм фон Имгофи.
Умер в Батавии.